# Saul Ramirez Freire
Saül Ramírez Freire (Madrid, 7 juny de 1976) és un polític  espanyol. Va ser diputat de  Ciutadans al Congrés dels Diputats durant la  XI (2016-2016) i XII legislatura (2016-).
Nascut a Madrid, Freire es va establir a Gran Canària a la  dècada del 2010 per treballar a la indústria farmacèutica. Posseeix formació en relacions públiques i és especialista en informàtica. Abans de ingresses en el sector farmacèutic, la seva carrera professional es va desenvolupar en el sector bancari i, posteriorment, a la creació de negocis de joc 'en línia', així com amb col·laboracions amb multinacionals del sector informàtic.
Ramírez es va afiliar a  Ciutadans en 2014 i en juliol de 2015 decideix donar el pas i presentar-se a les primàries per encapçalar la llista de la formació taronja al Congrés dels Diputats per Las Palmas de Gran Canària. Després de guanyar les primàries, Ramírez és proclamat candidat.
Després de les  eleccions generals del 20 de desembre de 2015, Ramírez va ser elegit diputat al Congrés dels Diputats. Durant la brevíssima legislatura, Ramírez va ser el portaveu del partit de Albert Rivera en les comissions d'Hisenda i Administracions Públiques i d'Ocupació i Seguretat Social.